# Ван Вирен, Ларри
Ларри Титюс ван Вирен (нидерл. Larry Titus van Wieren; род. 3 мая 1951, Болсвард, Фрисландия) — нидерландский хоккеист, центральный нападающий, тренер. Участник зимних Олимпийских игр 1980 года.

## Биография
Ларри ван Вирен родился 3 мая 1951 года родился в нидерландском городе Болсвард.
Вскоре вместе с родителями перебрался в Канаду, где жил в окрестностях Эдмонтона и приезжал в Нидерланды, чтобы навестить дедушку и бабушку.
Начал играть в хоккей с шайбой в 1971 году в составе «Вероники-538» из Гааги, где играл до 1974 года. В сезоне-1975/76 играл в «Утрехт Хантерз», после чего перешёл в «Фенстра Флайерз» из Херенвена, за которую играл до 1985 года (в сезоне-1984/85 команда называлась «Фредрикс Флайерз»).
Самую высокую результативность в чемпионате Нидерландов продемонстрировал в сезоне-1976/77, набрав в 37 матчах 106 (42+64) очков. Ещё дважды (в сезонах-1979/80 и 1983/84) набирал более 90 очков. Всего провёл в чемпионате Нидерландов 463 матча, набрал 930 (361+569) очков.
Дважды играл за сборную Нидерландов на чемпионатах мира. В 1979 годах в дивизионе «B» в Галаце набрал в 6 матчах 10 (2+8) очков, став лучшим ассистентом турнира. В 1981 году в дивизионе «А» в Швеции сыграл 8 матчей, набрал 4 (1+3) очка.
В 1980 году вошёл в состав сборной Нидерландов по хоккею с шайбой на зимних Олимпийских играх в Лейк-Плэсиде, занявшей 9-е место. Играл на позиции нападающего, провёл 5 матчей, забросил 1 шайбу в ворота сборной Финляндии, сделал 4 голевых передачи. Был капитаном команды.
В течение карьеры провёл за сборную Нидерландов 102 матча, набрал 88 (29+59) очков.
В сезоне-1976/77 был играющим тренером «Фенстра Флайерз». Завершив игровую карьеру в 1985 году, вернулся в Канаду, но через два года президент Нидерландской хоккейной ассоциации Шёрд Фенстра убедил его стать тренером. В 1988—1994 годах был главным тренером сборной Нидерландов, возглавлял её на шести чемпионатах мира (один в дивизионе «С», пять в дивизионе «B»).
В 1994 году вернулся в Канаду.

## Увековечение
С 2014 года в Нидерландах разыгрывается Кубок Ларри ван Вирена. В турнире участвуют команды, которые не попали в плей-офф высшей лиги и лучшие команды первой лиги.

## Семья
Женат, есть три дочери.